# Coccocypselum guianense
Coccocypselum guianense là một loài thực vật có hoa trong họ Thiến thảo. Loài này được (Aubl.) K.Schum. mô tả khoa học đầu tiên năm 1889.